# Янкі з Коннектикуту при дворі короля Артура
«Янкі з Коннектикуту при дворі короля Артура» (англ. A Connecticut Yankee in King Arthur's Court) — роман Марка Твена, вперше опублікований у 1889 році. Це один із перших описів подорожі у часі в літературі, за 6 років до «Машини часу» Герберта Велса. Роман у сатиричному дусі висміює лицарські романи про Середньовіччя.

## Сюжет
Типовий янкі із штату Коннектикут кінця XIX століття зазнає під час бійки удару ломом по голові і непритомніє. Отямившись, він робить висновок, що потрапив в епоху раннього Середньовіччя, а саме в королівство британського короля Артура (VI ст.), героя багатьох лицарських романів.
Підприємливий янкі одразу знаходить місце при дворі короля, ставши «чарівником» та потіснивши старого Мерліна. Використовуючи свої знання науки, техніки та історії, янкі творить «чари». Він починає змінювати британське суспільство за зразком Америки XIX століття. Янкі вдалося добитися багатьох успіхів, перед тим як його діяльність викликала активну протидію церкви й лицарства, і ті оголосили йому війну.
Розповідь, що ведеться як гумористичний анекдот, передає лейтмотивом ідею про неминучий крах утопічних ідей індустріальної епохи. Головний герой не сприймає Середньовіччя, але згодом ностальгує за душевною чистотою людей, не зіпсованих користолюбством.
Популярний сюжет було неодноразово екранізовано, зокрема й в СРСР («Нові пригоди янкі при дворі короля Артура», 1988)